# Giuseppe Campari
Giuseppe Campari (Lodi, 8 giugno 1892 – Monza, 10 settembre 1933) è stato un pilota automobilistico italiano.
Era soprannominato in milanese el negher (il negro). È ricordato per essere stato uno dei più forti piloti italiani a cavallo tra gli anni Venti e Trenta del ‘900, ma anche per una profonda amicizia che lo legava ad Enzo Ferrari.

## Biografia
Iniziò la sua carriera come meccanico per l'Alfa Romeo, ma dimostrando subito grandi doti come collaudatore, nel 1911 fu chiamato ad affiancare Nino Franchini come "meccanico di bordo" prima al "Concorso di Regolarità di Modena" (1500 km in quattro tappe ognuna con arrivo e partenza nella città emiliana) e poi alla Targa Florio sul circuito grande delle Madonie. 
Nel 1913 esordì con un bel piazzamento (5º assoluto) nella "Parma-Poggio di Berceto" sempre con l'Alfa Romeo. 
Nel 1920 vinse la sua prima gara, la Parma-Poggio di Berceto e poi il Circuito del Mugello, ripetendosi l'anno successivo e nel 1923 fu promosso a far parte della squadra corse dell'Alfa. 

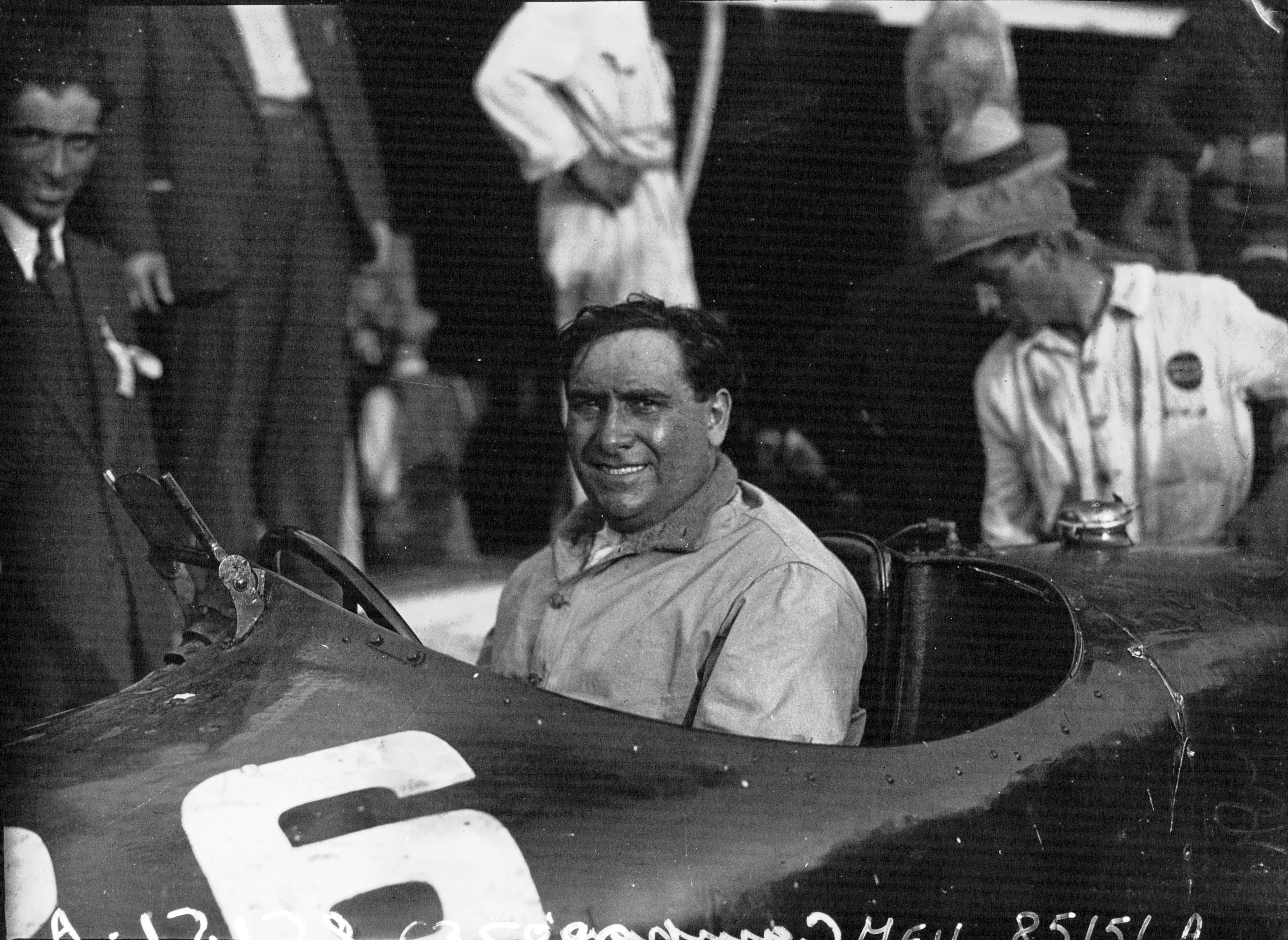
Campari nel vittorioso Gran Premio d'Italia 1931

L'anno successivo vinse il Gran Premio di Francia, disputato a Lione. Nel 1928 e 1929 si impose alla Mille Miglia, e nel 1928 e 1931 vinse il titolo di Campione Italiano. Nel 1927, 1928 e nel 1931 conquistò per tre volte la Coppa Acerbo. Ottenne una seconda affermazione al Gran Premio di Francia nel 1933. 
Solo la Targa Florio fra le grandi classiche gli sfuggì sempre: nella grande corsa siciliana, a cui partecipò tredici volte, conquistò solo un secondo nel 1928 e quattro quarti posti nel 1924, 1929, 1930 e 1931.

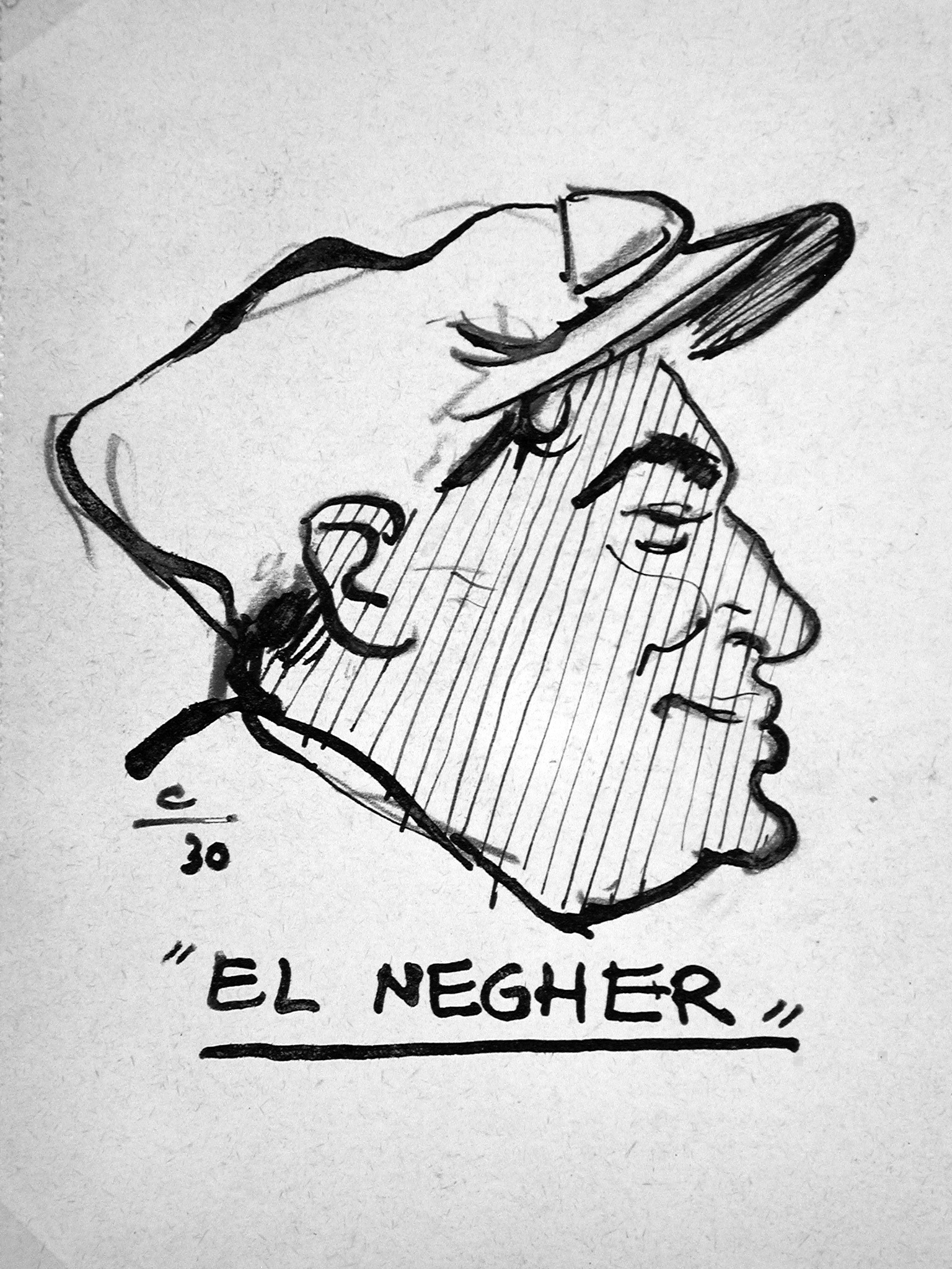
Caricatura di Giuseppe Campari

Amante della buona cucina e del cucinare, nonché appassionato di lirica e cantante per diletto, fu sposato dal 1922 al giorno della sua scomparsa con la cantante lirica Lena Cavalleri (1886-1966), quasi omonima della celeberrima Lina Cavalieri e da molti confusa con lei; i due ebbero una figlia, Elsa.
Morì tragicamente nel 1933 sulla pista dell'Autodromo di Monza: durante la seconda batteria del Gran Premio di Monza (gara di contorno che seguiva il più importante Gran Premio d'Italia), al primo giro, scivolò su una macchia d'olio all'ingresso della curva sopraelevata sud e uscì di strada, rovesciandosi nel fossato che fiancheggiava la pista e morendo sul colpo. Sulla stessa macchia d'olio, alle sue spalle, uscirono di pista anche Borzacchini, Castelbarco e Barbieri: il primo, soccorso ancora vivo, morì poco dopo, mentre gli altri due ne uscirono quasi illesi. Nonostante le proteste degli spettatori la gara non venne interrotta e durante la finale, in un secondo incidente nello stesso punto della pista, perse la vita anche il pilota Stanislas Czaykowski.
Le salme dei tre piloti furono composte nella Casa del Fascio di Monza, dove Benito Mussolini fece recapitare tre corone di fiori con le scritte "il Duce a Borzacchini", "il Duce a Campari" e "il Capo del Governo a Czaykowski". La camera ardente fu vegliata dai picchetti d'onore delle rappresentanze operaie di Maserati ed Alfa Romeo.
Giuseppe Campari è sepolto nel cimitero maggiore di Milano.
Viene citato nella canzone Nuvolari di Lucio Dalla.

## Albo d'oro - Principali vittorie
| Anno | Gara                                      | Vettura                             |
| ---- | ----------------------------------------- | ----------------------------------- |
| 1920 | Parma - Poggio di Berceto                 | Alfa Romeo 40/60 HP corsa           |
| 1920 | Circuito del Mugello                      | Alfa Romeo 40/60 HP corsa           |
| 1921 | Circuito del Mugello                      | Alfa Romeo 40/60 HP corsa           |
| 1924 | Grand Prix d'Europe - Lyon                | Alfa Romeo P2                       |
| 1927 | IV Coppa Acerbo                           | Alfa Romeo P2                       |
| 1928 | II Coppa delle Mille Miglia               | Alfa Romeo 6C 1500 SS Spider Zagato |
| 1928 | Vittorio Veneto - Cansiglio               | Alfa Romeo 6C 1500 SS Spider        |
| 1928 | Susa - Moncenisio                         | Alfa Romeo P2                       |
| 1928 | V Coppa Acerbo                            | Alfa Romeo P2                       |
| 1929 | III Coppa delle Mille Miglia              | Alfa Romeo 6C 1750 SS Spider Zagato |
| 1931 | Gran Premio d'Italia (con Tazio Nuvolari) | Alfa Romeo 8C 2300 Monza            |
| 1931 | VII Coppa Acerbo                          | Alfa Romeo Tipo A                   |
| 1933 | Grand Prix de l'A.C.F. Linas- Montlhéry   | Maserati 8C-3000                    |